# ماجدة أبو راس
ماجدة أبو راس هي عالمة بيئة سعودية، تعمل أستاذ مساعد في في كلية العلوم في جامعة الملك عبد العزيز وهي نائبة المدير التنفيذي المكلف وعضوة مجلس إدارة جمعية البيئة السعودية، ولها العديد من المبادرات الوطنية من بينها: «مبادرة تأسيس الهيئة العليا للبيئة»، و«مبادرة البرنامج الوطني للتوعية البيئية والتنمية المستدامة».

## التعليم
- حصلت على بكالوريوس في العلوم قسم الأحياء الدقيقة من جامعة الملك عبد العزيز.[1]
- حصلت على درجة الماجستير في العلوم قسم الأحياء الدقيقة، تخصص فسيولوجي كائنات دقيقة من جامعة الملك عبد العزيز.
- حصلت على درجة الدكتوراه من جامعة سري البريطانية في التقنية الحيوية للملوثات البيئية عام 2010.[2]

## العمل والمبادرات
أطلقت حملة «أنا أحب الأرض» التي عنت بتنظيف شارع الروضة بجدة وتنظيف كورنيش جدة في يومي الأرصاد والأرض عام 2006.
عينت في عام 2009 نائبةً للمدير التنفيذي المكلف وعضوة في مجلس إدارة جمعية البيئة السعودية.
أطلقت عام 2012 برنامجاً وطنياً للتوعية البيئية والتنمية تحت شعار (وطن أخضر، علم أخضر) الذي يهدف إلى طرح برامج توعوية وثقافية للوصول إلى مجتمع واعٍ وممارسات بيئية سليمة.
اختيرت عام 2012 صمن فريق الإدارة الوطنية للملاحة الجوية والفضاء «ناسا» لتنفيذ مشاريع علمية وبحثية.
شاركت عام 2015، كخبيرة دولية ومديرة مكتب برنامج المرأة والطفل والبيئة في المنظمة العربية الأوروبية للبيئة.
هي أول شخصية خليجية وسعودية تشارك في اللجنة العليا لتقارير البيئة العالمية في الأمم المتحدة للبيئة، بعدما أختيرت من الأمم المتحدة كمراجعة ومدققة في اللجنة العليا لتقرير البيئة العالمي (GEO6) لتمثيل غرب آسيا.
ساهمت في وثيقة الإعلان العالمي لحقوق الإنسان المتعلقة بالبيئة الذي أعلنته فرنسا بمشاركة الجمعية الدولية لخبراء وزراء البيئة والصحة السابقين وأكثر من 300 خبير دولي متخصص من أنحاء العالم، وقدمت مقترحاً بضرورة اعتماد التربية والتعليم البيئي جزءاً لا يتجزأ من التعليم الأساسي في دول العالم.
هي صاحبة مقترح المبادرة الوطنية لإنشاء الشرطة البيئية.
مبادرة إنشاء المركز الوطني للتدوير.
مبادرة نظافة المدن السعودية، والتي تضمّنت تقديم برنامج توعوي متكامل للأمانات في المملكة.
أشرفت في موسم حج عام 2018 على المبادرة التجريبية للحج الأخضر في مرحلتها الأولى بعنوان «حج بلا بلاستيك».

## البرنامج الوطني للتوعية البيئية
البرنامج الوطني للتوعية البيئية والتنمية المستدامة مبادرة انطلقت تحت شعار «يئتي علم أخضر وطن أخضر»، ودشن هذه المبادرة الأمير مشعل بن ماجد بن عبد العزيز محافظ جدة عام 2018، وهي مبادرة تهدف إلى «على المدى القصير إلى نشر الوعي البيئي وتطوير السلوكيات البيئية والتعريف بقضايا البيئة والتنمية المستدامة بين أفراد المجتمع، وطرح آلية جديدة مستدامة لبرامج التوعية والثقافة والتربية البيئية المستدامة للوصول إلى المجتمع على مستوى عال من الوعي والممارسات الإيجابية التي تكفل حماية البيئة في المملكة العربية السعودية بوجه عام؛ للمساهمة في تحقيق رؤية المملكة 2030».

## الجوائز والتكريم
- كرمت في أبريل 2012 من قبل رئيس جامعة الدول العربية بالقاهرة الدكتور نبيل العربي، لجائزة القيادات النسائية العربية للبيئة على مستوى الوطن العربي من قبل المنظمة العربية الأوروبية للبيئة في سويسرا.[11]

- حصلت في عام 2013 على جائزة قاعة المشاهير من النساء في العلوم «من وزارة الخارجية الأمريكية للتعليم وللصحة والتكنولوجيا البيئية» على مستوى الشرق الأوسط وشمال أفريقيا.
- كرمت في عام 2013 من اثنينية عبد المقصود خوجة في جدة.[12]

- في عام 2014 حصلت على لقب سفيرة الريادة البيئية في المملكة، وعلى لقب رائدة العمل التطوعي البيئي من الأمير تركي بن ناصر بن عبد العزيز الرئيس العام للإرصاد وحماية البيئة، ورئيس مجلس إدارة جمعية البيئة السعودية.
- كرمت عام 2018 بجائزة «تكريم» للتنمية البيئية المستدامة في دولة الكويت برعاية من أمير دولة الكويت الشيخ صباح الأحمد الجابر الصباح.[13]
- جائزة التميّز للمرأة العربية لعام 2023 في دورتها الرابعة بمجال النشاط البيئي والتي تمنح من جامعة الدول العربية.[14]